# Yannick Riendeau (Eishockeyspieler, 1988)
Yannick Riendeau (* 18. Juni 1988 in Brossard, Québec) ist ein ehemaliger kanadischer Eishockeyspieler, der im Verlauf seiner aktiven Karriere zwischen 2004 und 2022 unter anderem 165 Spiele in der ECHL auf der Position des rechten Flügelstürmers bestritten hat. Darüber hinaus absolvierte Riendeau weitere 46 Partien in der American Hockey League (AHL).

## Karriere

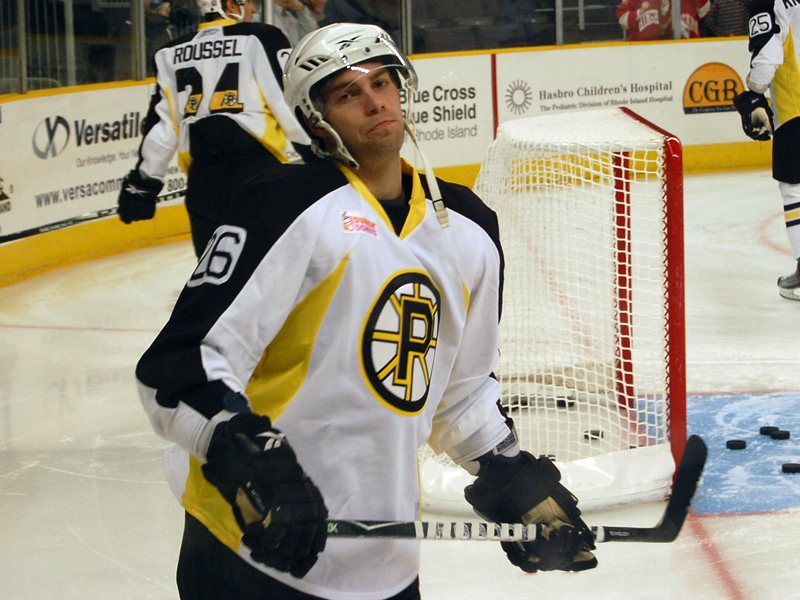
Riendeau im Trikot der Providence Bruins (2010)

Yannick Riendeau begann seine Karriere als Eishockeyspieler bei den Huskies de Rouyn-Noranda, für die er von 2004 bis 2008 in der kanadischen Juniorenliga Ligue de hockey junior majeur du Québec (LHJMQ) aktiv war. Anschließend wechselte der Flügelspieler zu deren Ligarivalen Voltigeurs de Drummondville, mit denen er in der Saison 2008/09 die Coupe du Président, die Meisterschaft der QMJHL, gewann. An diesem Erfolg hatte er großen Anteil. Er wurde in das All-Star Team der Liga gewählt. Als Topscorer der regulären Saison mit 126 Scorerpunkten erhielt er die Trophée Jean Béliveau. Mit 58 Toren und 68 Vorlagen führte er auch diese Statistiken an. In den anschließenden Playoffs war er erneut mit 29 Toren bester Torschütze und mit 52 Punkten Topscorer. Als Most Valuable Player der Playoffs erhielt er anschließend die Trophée Guy Lafleur. Auch  innerhalb der Canadian Hockey League gehörte er 2009 zu den Topspielern und wurde in das CHL First All-Star Team gewählt und erhielt den CHL Top Scorer Award sowie die George Parsons Trophy. Aufgrund seiner starken Spielzeit wurde er am 30. März 2010 ohne gedraftet worden zu sein von den Boston Bruins aus der National Hockey League (NHL) unter Vertrag genommen.
In der Saison 2009/10 lief Riendeau für die Farmteams der Boston Bruins, die Providence Bruins aus der American Hockey League und Reading Royals aus der ECHL auf. Im Februar 2012 transferierten ihn die Bruins gemeinsam mit Marc Cantin im Austausch für Mike Mottau und Brian Rolston zu den New York Islanders. Dort kam er aber nicht zum Einsatz und lief in der Spielzeit 2012/13 für die Stockton Thunder in der ECHL auf. Im Frühjahr 2013 verstärkte der Kanadier den HC Ajoie aus der Schweizer National League B (NLB) in den Playoffs. Danach blieb er ein weiteres Jahr in Europa und lief in der Saison 2013/14 für Rouen Hockey Élite 76 in der französischen Ligue Magnus auf.
Zum Spieljahr 2014/15 kehrte der Stürmer nach Nordamerika zurück, wo er die Spielzeit bei den Marquis de Jonquière in der Ligue Nord-Américaine de Hockey (LNAH) verbrachte. Anschließend kehrte er nach Frankreich zurück, wo er bis zum Sommer 2017 für die Ducs d’Angers aktiv war und daraufhin seine Profikarriere im Alter von 29 Jahren beendete. In der Folge war er bis zum Sommer 2022 weiterhin in der semiprofessionellen LNAH für die Marquis de Jonquière sowie Pétroliers du Nord tätig.

## Erfolge und Auszeichnungen
| - 2009 Coupe-du-Président-Gewinn mit den Voltigeurs de Drummondville - 2009 LHJMQ First All-Star Team - 2009 Meiste Vorlagen in der LHJMQ - 2009 Bester Torschütze in der LHJMQ - 2009 Trophée Jean Béliveau - 2009 Bester Torschütze der LHJMQ-Playoffs - 2009 Topscorer der LHJMQ-Playoffs - 2009 Trophée Guy Lafleur | - 2009 CHL First All-Star Team - 2009 CHL Top Scorer Award - 2009 George Parsons Trophy - 2015 Trophée de la recrue offensive (LNAH Offensive Rookie of the Year) - 2016 Französischer Vizemeister mit den Ducs d’Angers - 2015 LNAH All-Star Team - 2019 LNAH All-Star Team - 2020 LNAH All-Star Team |

## Karrierestatistik

### International
Vertrat Kanada bei:
- World U-17 Hockey Challenge 2005

(Legende zur Spielerstatistik: Sp oder GP = absolvierte Spiele; T oder G = erzielte Tore; V oder A = erzielte Assists; Pkt oder Pts = erzielte Scorerpunkte; SM oder PIM = erhaltene Strafminuten; +/− = Plus/Minus-Bilanz; PP = erzielte Überzahltore; SH = erzielte Unterzahltore; GW = erzielte Siegtore; 1 Play-downs/Relegation; Kursiv: Statistik nicht vollständig)